# Княжевско
Княжевско е село в Южна България. То се намира в община Опан, област Стара Загора.

## География
Намира се на 14 km от Гълъбово и на 28 km от Стара Загора.

## История
Селото е носило имената Пишмана, Царица Йоана и Разкаяние. Комисията, работила по преименуването на българските селища през 1931 – 1932 г. спазва правила при преименуването, сред които е приемане на имена на членове на Кобургската царска династия. Така селото до 1947 г. носи названието Царица Йоана. През 1980 г. е преименувано в Княжевско – на името на видния български просветник и възрожденец Захарий Княжески.

## Население
| \| Година на преброяване \| Численост \| \| --------------------- \| --------- \| \| 1934 \| 810 \| \| 1946 \| 877 \| \| 1956 \| 898 \| \| 1965 \| 728 \| \| 1975 \| 563 \| \| 1985 \| 453 \| \| 1992 \| 336 \| \| 2001 \| 242 \| \| 2011 \| 178 \| |           |
| Година на преброяване | Численост |
| 1934 | 810       |
| 1946 | 877       |
| 1956 | 898       |
| 1965 | 728       |
| 1975 | 563       |
| 1985 | 453       |
| 1992 | 336       |
| 2001 | 242       |
| 2011 | 178       |

## Културни и природни забележителности
- Автентична църква, построена с усилията и помощите на населението на селото през 50-те години на XX век.

## Редовни събития
Събор, на Петковден – месец октомври.

## Личности
- Захари Княжески – виден български просветител.